# Izabela Jaruga-Nowacka
Izabela Walentyna Jaruga-Nowacka (Gdańsk; 23 de Agosto de 1950 — 10 de abril de 2010) foi um política da Polónia. Ela foi eleita para a Sejm em 25 de Setembro de 2005 com 10492 votos em 26 no distrito de Gdynia, candidato pelas listas do partido Sojusz Lewicy Demokratycznej.
Ela também foi membro da Sejm 1993-1997 e Sejm 2001-2005.
Foi uma das vítimas do acidente do Tu-154 da Força Aérea Polonesa.